# Leleupaussus
Leleupaussus is een geslacht van kevers uit de familie van de loopkevers (Carabidae). De wetenschappelijke naam van het geslacht is voor het eerst geldig gepubliceerd in 1962 door Luna de Carvalho.

## Soorten
Het geslacht Leleupaussus is monotypisch en omvat slechts de volgende soort:
- Leleupaussus tetramerus Luna de Carvalho, 1962